# Tour Défense 2000
A Tour Défense 2000 felhőkarcoló a párizsi La Défense negyedben, Puteauxban.
Ez Franciaország legmagasabb lakóépülete; 47 emelettel és 370 apartmannal rendelkezik, mintegy 900 lakója van. Az épület földszintjén egy óvoda működik.